# Браун, Тед
Теодор Браун (англ. Theodore Braun) — американский кинорежиссёр и сценарист.

## Биография
Вырос в Вермонте. Учился сценарному мастерству в Амхерстском колледже до поступления на факультет Школы кинематографических искусств Университета Южной Калифорнии. После окончания учёбы, в середине 1980-х годов, Браун побывал в Южной Африке, и как позже сам признавался, был потрясён происходившим там в самый разгар апартеида. Позже он стал преподавать в колледже сценарное мастерство в качестве профессора. Более десяти лет он читал лекции, проводил семинары и работал в качестве консультанта по всему миру.
В начале карьеры Браун писал сценарии и снял несколько художественных и документальных фильмов для каналов HBO, PBS, A&E и Discovery, по темам от жизни Иисуса и биографий летчиков-испытателей золотого века авиации до защиты прав умственно отсталых в Калифорнии. Его документальный фильм о первой войне в заливе для канала «A&E», получил от журнала «U.S. News & World Report» самый высокий рейтинг в 1991 году.
Первый полнометражный фильм Теда Брауна «Дарфур сегодня» с Доном Чидлом в главной роли получил премию «NAACP Image Award» 2008 года за лучший документальный фильм и вошёл в топ-5 лучших документальных фильмов Национального совета кинокритиков.
Международная ассоциация документалистики наградила Брауна премией нового кинорежиссера 2007 года. Кроме того, журнал «Movie Maker Magazine» назвал его, наряду с Эрролом Моррисом, Оливером Стоуном, Майклом Муром и Робертом Редфордом, одним из 25 режиссёров, чьи работы изменили мир.
Для компании «New Line Cinema», Браун написал сценарий об одном из пропавших парней Судана — Лопесе Ломонге, ставшим легкоатлетом в составе олимпийской сборной США. Также он работал над проектом художественного фильма о сомалийском пиратстве вместе с «Plan B Entertainment», продюсерской компанией Брэда Питта, и адаптацией «All The Shah's Men», самого продаваемого романа Стивена Кинзера о государственном перевороте в Иране в 1953 году.
В настоящее время Тед Браун живёт в Лос-Анджелесе с женой и сыном.

## Фильмография
| Год  |    | Русское название | Оригинальное название           | Роль                          |
| ---- | -- | ---------------- | ------------------------------- | ----------------------------- |
| 1994 | тф | Битва в море     | Combat at Sea                   | Режиссёр и сценарист          |
| 1999 | ф  |                  | We're Here to Speak for Justice | Режиссёр, сценарист, продюсер |
| 2007 | ф  | Дарфур сегодня   | Darfur now Out                  | Режиссёр и сценарист          |
| 2015 | ф  |                  | Untitled Braun/Zipper Project   | Режиссёр                      |